# Loran Batti
Loran Batti, född 1995 i Gottsunda, är en svensk regissör och dokumentärfilmare.
Batti har studerat dokumentärfilm vid Ölands folkhögskola och drama och manusförfattande på Biskops Arnös folkhögskola.
År 2024 hade hans dokumentärfilm G – 21 scener från Gottsunda som skildrade förorten Gottsunda i Uppsala där Batti är född och uppvuxen. Filmen fick ett gott mottagande och nominerades till tre priser vid Guldbaggegalan 2025: Bästa film, Bästa dokumentärfilm och Batti nominerades till Bästa regi. Vid samma gala tilldelades han det nyinstiftade priset Guldpiga vars syfte är att lyfta fram nya talanger.
Batti har även regisserat den egna pjäsen Låt mig bara gå vid Riksteatern.